# Centro geográfico da Ásia

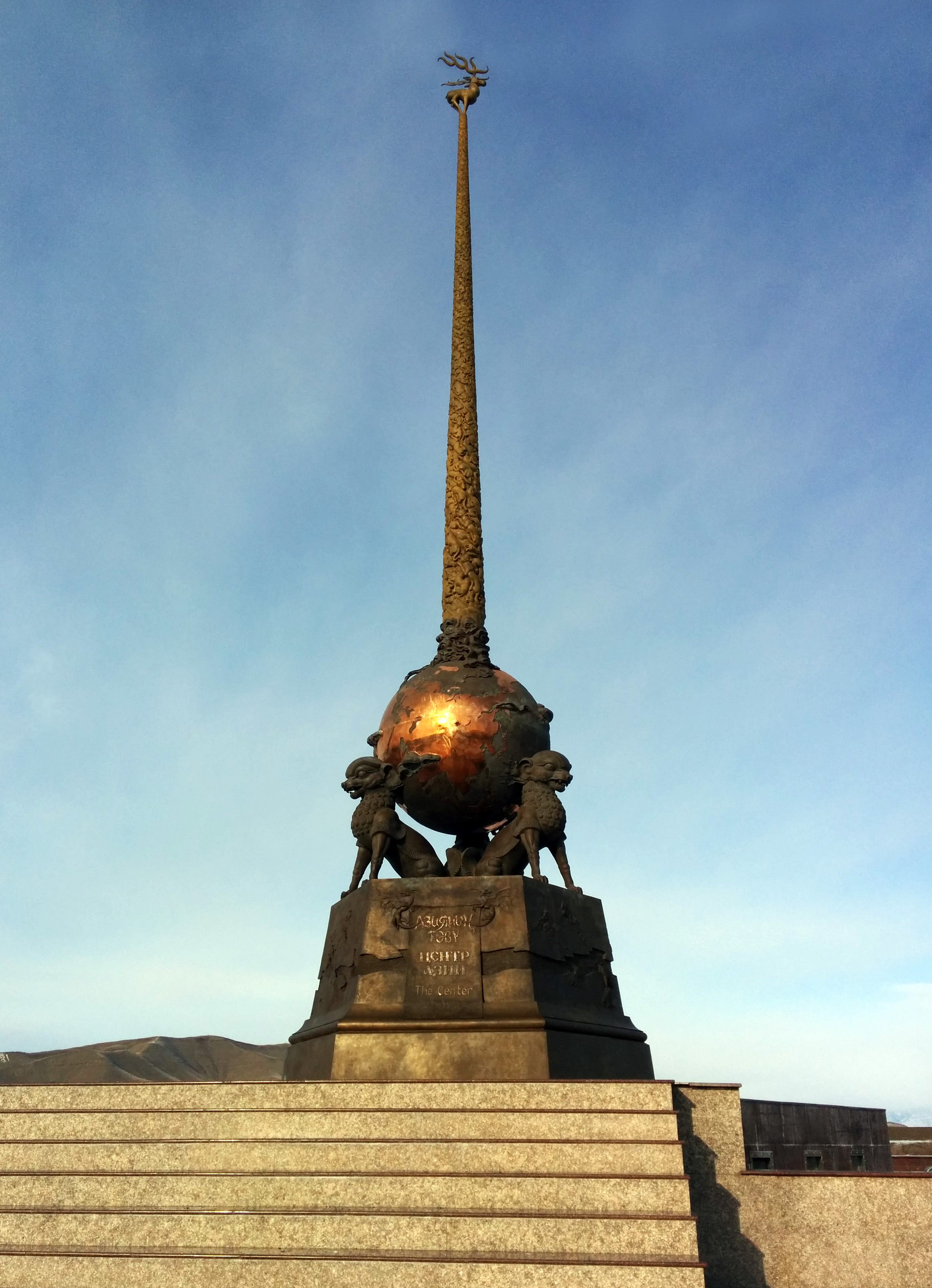
Centro geográfico da Ásia, Kyzyl, Rússia

Teoricamente, o centro geográfico da Ásia (em russo:  Центр Азии; em tuvano:  Азияның Төвү; )  pode ser determinado utilizando-se de diversos critérios. De acordo com um critério de igual distância aos pontos continentais extremos da Ásia o ponto é um, se se incluírem ilhas será outro, e as próprias fronteiras da Ásia não são claras. além disso, a projeção cartográfica utilizada tem influência no cálculo. Assim há vários locais que reclamam para si serem o "centro geográfico" do continente.
A primeira declaração oficial de um ponto como "Centro da Ásia" data da década de 1890 e foi feita por um viajante britânico: seria perto da casa senhorial da propriedade de Safyanov em Saldam (hoje na República de Tuva, na Rússia) em 52° 29′ 00″ N, 96° 05′ 09″ L. Há um monumento no jardim a invocar essa pretensão.

## Medições mais recentes

### China
"Centro geográfico do continente asiático" () é o nome de um monumento que indica o suposto centro geográfico e situado a cerca de 20 km a sudoeste de Ürümqi, na província de Xinjiang, na República Popular da China.
A medição foi feita em 1992 e baseada em cálculos dos centros de 49 países da Ásia, incluindo os estados insulares de Chipre e Japão. e contando a Palestina e Siquim separadamente), o que originou as coordenadas 43° 40′ 52″ N, 87° 19′ 52″ L.
Antes da construção do monumento, o local tinha um tronco de madeira que indicava "Centro Geográfico da Ásia" (亚洲地理中心). A aldeia que existia no local foi relocalizada e agora chama-se "Coração da Ásia" (亚心).
Há uma torre "Centro da Ásia" que representa os 48 países da Ásia. O monumento foi concluído no final da década de 1990.

### Rússia
Há um obelisco "Centro da Ásia" (em russo:  Центр Азии; em tuvano:  Азияның Төвү) que é um monumento a indicar o suposto centro, em Kyzyl, República de Tuva, Federação Russa.
Fica na região de Tos-Bulak a sul da cidade, a 700 km a norte-noroeste do monumento em Ürümqi, em 51° 43′ 29″ N, 94° 26′ 37″ L. O monumento foi construído em 1968.